# جورج جونز (سياسي أمريكي)
جورج جونز (بالإنجليزية: George Jones)‏ هو محامي وقاضي وسياسي أمريكي، ولد في 25 فبراير 1766 في الولايات المتحدة، وتوفي في 13 نوفمبر 1838 في الولايات المتحدة. حزبياً، نشط في الحزب الجمهوري الديمقراطي. وقد انتخب عضو مجلس نواب جورجيا وانتخب عضو مجلس الشيوخ الأمريكي.